# Чёрчвард, Джеймс
Джеймс Чёрчвард (англ. James Churchward), в оккультной литературе на русском языке иногда именуется Черчуорд (27 февраля 1851 — 4 января 1936) — английский писатель-оккультист, известный многочисленными книгами, в которых описывается древний континент Му (Пацифида). 
По профессии — инженер-металлург, ряд изобретений которого был запатентован. Профессиональный рыбак.

## Биография
Родился в Брайдстоу (Оукхэмптон, Великобритания), имел четверых братьев и четверых сестёр. Известными из них стали только сам Джеймс и его младший брат — писатель-масон Альберт Чёрчвард (1852—1925). 
Когда Джеймсу исполнилось 18 лет, семья переехала в Лондон. 
В 1870-е гг. находился на военной службе в Индии (достоверных источников об этом периоде его жизни нет; в дальнейшем, издательская реклама величала его «полковником Чёрчвардом»). Далее, согласно биографии «My Friend Churchey and His Sunken Continent» в 1890-е пытался сделаться чайным плантатором на Шри-Ланке, откуда переехал в США. 
Тогда же он заинтересовался учением о континенте Му американского оккультиста Огюста Ле-Плонжона (1825—1908), и много дискутировал с ним, заимствовав основные детали. 
В США занимался вопросами металлургии, разработав новую марку броневой стали для нужд ВМФ. 
В 1914 году отошёл от дел. Жил в Лэйквилле, штат Коннектикут, занимаясь литературной работой. 
В 1926 году в возрасте 75 лет опубликовал свою первую книгу о древних цивилизациях «Затерянный континент Му: прародина человечества» (англ. The Lost Continent of Mu Motherland of Man). Отождествил Лемурию с континентом Му Лё-Плонжона.

## Теория
Согласно Чёрчварду, континент Му простирался от Гавайев на севере до Фиджи и о-ва Пасхи на юге. Чёрчвард изображал затонувший континент как своего рода земной рай, служивший пристанищем 64 млн обитателей, возглавляемых жреческой кастой, так называемыми «наакалами» (Naacals). 
Цивилизация Му, по Чёрчварду, насчитывала около 50 000 лет истории, была весьма высокоразвита технически и породила цивилизации Атлантиды, майя, Вавилона, Индии, Египта, Персии и иные. Возраст этих цивилизаций намного больше, чем утверждает «официальная история». Все эти культуры были колониями Му. Изначально на Земле была населена только Му, и именно там возникли человеческий вид и все расы. 10 племён этой земли говорили на одном языке, но имели различную письменность. Заселение разных регионов земного шара шло в соответствии с планом расселения мурийцев, в результате чего образовались различные народы.
Чёрчвард утверждал, что все эти сведения получил у индийского жреца, с которым изучал тайный язык, известный всего трём людям на Земле. Именно жрец передал Чёрчварду каменные таблички, содержащие исторические и религиозные документы Му. Позднее Чёрчвард опубликовал подробную расшифровку этих табличек. Однако этих источников было недостаточно, и Чёрчвард, по его словам, начал изучение древностей всех народов мира. Он заявил, что общность религиозных представлений человечества свидетельствует о происхождении всех религий от культа Солнца, которое на языке мурийцев именовалось Ра. Именно этот термин наакалы использовали для обозначения своего правителя.
Также Чёрчвард приводил многочисленные параллели в культурах и мифологиях разных народов мира, которые объяснял происхождением их всех из одного источника. К примеру, он усматривал сходство между названиями древнегреческих букв и словами майянского языка; таким образом древнегреческий алфавит будто бы оказывался краткой историей гибели Му на языке майя. Немалое значение придавал масонству, предполагая, что его корни восходят к мурийцам.
Примечательно, что Чёрчвард отождествлял Му с Лемурией, что становилось причиной его полемики с другими авторами, описывавшими исчезнувшие материки. Существование утраченного континента в Индийском океане он отрицал. 
Чёрчвард считал невозможным происхождение высокоразвитых культур от примитивных первобытных; с его точки зрения, дикость может быть лишь результатом деградации и что дикарь неспособен к созданию более сложных форм культуры. Человечество, согласно Чёрчварду, появилось в результате божественного сотворения и изначально было высокоразвитым, благородным и цивилизованным.

## Чёрчвард и популярная культура
Му и наакалы Чёрчварда упоминаются в рассказе «Врата серебряного ключа» Г. Лавкрафта.
Образы из книг Чёрчварда использованы в следующих произведениях:
- Shirley Andrews Lemuria and Atlantis: Studying the Past to Survive the Future
- David Hatcher Childress Lost Cities of China, Central Asia & India
- Peter Kolosimo Lost Cities of Atlantis, Ancient Europe & the Mediterranean by David Hatcher Childress Timeless Earth
- Acharya S The Christ Conspiracy: The Greatest Story ever Sold
- Acharya S Suns of God: Krishna, Buddha, and Christ Unveiled
- В фантастической литературе образ Му Чёрчварда использован А. Нортон в романе «Операция „Поиск во времени“». Однако в романе цивилизации Му предшествовала Гиперборея, а, кроме того, существует цивилизация Маноа, описанная сэром У. Рэли.
- Возвращение ллойгор Колина Уилсона (персонаж полковник Эрхарт) из серии Мифов Ктулху.
- Му Чёрчварда послужило основной японского аниме-сериала RahXephon.